# チボデー・クロケット
チボデー・クロケットは、アニメ『機動武闘伝Gガンダム』に登場する、架空の人物。ネオアメリカ代表のガンダムファイター（声 - 大塚芳忠（少年時代：松井摩味））。

## 人物
- 国籍:ネオアメリカ
- 出身地:地球・ニューヨーク・ダウンタウン・ブロンクス[1]
- 年齢:20歳[1]
- 生年月日:F.C39年6月7日[1]
- 星座:双子座[1]
- 身長:192cm[1]
- 体重:87kg[1]
- 血液型:O型[1]
- 得技:ボクシング、拳銃の早撃ち[1]
- 趣味:酒、ギャンブル、アメリカンフットボール[1]

初登場は第2話。ネオアメリカ代表のガンダムファイター。100戦100勝のボクシングコロニーチャンピオンであり、後にシャッフル同盟・クイーン・ザ・スペードの称号を受け継ぐ。
ファイティングスーツは胸部に星条旗を元にした星のマークがついた紺色の生地の物を使用。
5歳の時に母親とコロニーへ旅立つ前に行ったサーカスで、ピエロの姿をしたテロリストの襲撃に遭って人質に取られ、激しい銃声の中、母親と離れ離れになってしまった。そのことからピエロが大の苦手(道化恐怖症)で、ジェスターガンダム戦途中まではフラッシュバックで怯え竦んでしまう程の強烈なトラウマとなっていた。
孤児となってからは食べ物や財布を盗み、喧嘩に明け暮れる生活を送っていたが、そこでストリートファイトの素質が開花。ネオアメリカの関係者に格闘の素質を見出され、夢にまで見たコロニーに渡ってボクシングコロニーチャンプにまで上り詰めた。その後、ガンダムファイトに参加する。地球に戻ってきたのも、ネオアメリカのガンダムファイター代表として第13回ガンダムファイトに出場するためだけではなく、地球とコロニーのボクシング統一決定戦に出場するためでもあった。どん底から己の力のみで頂点に上り詰めたアメリカンドリームの体現者であり、本来荒廃した地球では嫌われているはずのガンダムファイターながら、ダウンタウンの住人からは英雄の様に慕われる人気者。また彼自身もその事は理解しており、常にダウンタウンの希望の星たらんとしている。ネオジャパン代表のドモン・カッシュに一度敗れた後は再起し、以後彼を超えるべきライバルとして定めた。
ボクサーだけにファイトスタイルは殆ど拳のみであり、生身でも拳から衝撃波を起こして飛ばすことが出来る。
性格は陽気なアメリカンと言う言葉を地で行くナイスガイで、それだけに喜怒哀楽の感情表現が豊かである。愛国心も強く、仲間を英語圏の名称で（「ジャパニーズ（ドモン）」「チャイニーズ（サイ・サイシー）」）で呼ぶことも多い。また、夢を追うときの野獣のごとき気迫には凄まじいものがある。ネオフランス代表のジョルジュ・ド・サンドの礼儀を重んじるやり方を嫌っているが、心の底では認め合い、共闘することもあった。また、漫画『超級!機動武闘伝Gガンダム』では神を信奉する一面が描かれており、ドモンに破れ再起する際にも神に感謝していた。

## 劇中での活躍
ネオアメリカのガンダムファイター代表となったチボデーは、ガンダムファイトの参加のためにニューヨークに凱旋帰国。地球とコロニーのボクシング統一決定戦に出場したが、試合は地球のチャンピオン・カルメラに扮したドモンが乱入し、ダウンを奪われた上に挑戦状を叩きつけられる。しかし自らの出世のためにチボデーを利用する国防総省のショーン・ダグラスの一派が偽の情報を流し、ドモンを密かに始末することで試合を無しにしようと画策。会場に急行したレイン・ミカムラの言葉によって企みに気づいたチボデーはその場に駆けつけると、「ネオアメリカの恥」として彼らを撃退。その後のドモン操るシャイニングガンダムとの闘いではシャイニングフィンガーにより右腕を破壊され、敗北を喫した。彼は敗れて意気消沈するが市民の熱い声援とドモンの言葉に再び戦う心を取り戻し、以後ライバル視する。
ネオメキシコではドモンの行方を追っていたが、ネオメキシコのガンダムファイト委員長ゴンザレスに逃亡中のファイターであるチコ・ロドリゲスのファイトを依頼される。しかしそれはゴンザレスがチコを捕らえるための罠であり、それを知ったチボデーはマックスターを駆って追撃していたモビルスーツ・ペスカトーレを撃破。その後、チコをファイト中に事故死したように見せかけ逃したドモンの計略に気づいていたが、あえて秘密とした。
新宿では東方不敗マスター・アジアの罠により、DG細胞に感染。サイ・サイシー、ジョルジュ、アルゴと共にドモンを襲うが、クイーン・ザ・スペードに助けられ、シャッフルの紋章を受け継いでシャッフル同盟の一員になる。しばらくは一度感染したDG細胞への恐怖から精神的に不安定になっていたが、チボデーギャルズの協力とギアナ高地でのドモンとのファイトを通して立ち直った。
その後、ギアナ高地で修行を続け、決勝大会3日前には他のシャッフル同盟と共にデビルガンダム軍団に包囲される。包囲網はジョルジュと手を組み持ちこたえて突破し、シュバルツ・ブルーダーの手引きにより脱出する。
決勝リーグ戦ではドモンにネオネパール代表のキラル・メキレルについてのアドバイスを送るなど、情報通としての一面も見せている。ネオポルトガル代表のロマリオ・モニーニ操るジェスターガンダム戦では彼のトラウマをついた精神攻撃によって苦しめられるが、レインのケアと試合中のチボデーギャルズの激励により、トラウマを克服して勝利した。
決勝リーグ終盤のドモンのゴッドガンダムとの対戦ではギアナ高地で編み出した新必殺技の豪熱マシンガンパンチで挑むが、ゴッドガンダムの分身殺法ゴッドシャドーにより破られてしまい、さらに爆熱ゴッドフィンガーを受けて敗北するがドモンに再びライバルと認められ、デビルガンダムと共に闘う決意をする。
ランタオ島での最終バトルロイヤルではジョルジュのガンダムローズと交戦していたが、デビルガンダムの出現によりドモンと合流。ドモンを先に向かわせ、自身はジョルジュと共にデビルガンダム四天王・グランドガンダムと戦う。しかしグランドガンダムの圧倒的火力と防御力の前にギガンティックマグナムの残弾が一発となってしまい、至近距離からコックピットを撃ち抜く作戦に出るが強引に回避され失敗。あわや踏み潰されそうになるもジョルジュ決死の行動と機転により、ローゼスビットを弾代わりにすることでグランドガンダムを撃破した。
後にデビルガンダムコロニーが出現した際は少し足を引っ張る場面こそあったものの、シャッフル同盟として戦い抜いた。

### ガンダムファイト歴
- サバイバルイレブン
  - ○スカッドガンダム
  - ×シャイニングガンダム
  - ○テムジンガンダム
- 決勝大会
  - ○ゼブラガンダム
  - ○ジェスターガンダム
  - ×ゴッドガンダム
  - ×ガンダムシュピーゲル
- バトルロイヤル
  - ガンダムローズと交戦、その後グランドガンダムと相討ちで失格

## チボデー・ギャルズ
常にチボデーの傍らにいる4人の女性達の取り巻き。全員17歳。地球のニューヨーク・ダウンタウン育ちで、チボデーと出会うまでは生きる為にすさんだ生活を送っていた。憧れであるコロニーへの密航を試みるも失敗、警備員に取り押さえられたところを偶然同じシャトルに乗っていた彼と出会う。彼女たちの瞳にかつての飢えていた頃の自分を見たチボデーにクルーとして誘われ、その後行動を共にしている。
はじめて自分たちを一人前に見てくれたチボデーを心から慕っている。そのため、一度侵されたDG細胞やデビルガンダムにおびえるチボデーを立ち直らせる為にシャイニングガンダムのデータを盗もうとした事もある。
合言葉は「いつでもどんな時でも、彼のために何かしなくちゃ」。
シャリー・レーン
声 - 松熊明子
赤毛の女性。ギャルズのリーダー格で作戦を提案するのも彼女の役回りであり、ランタオ島の侵入も彼女が提案した。
バニー・ビギンズ
声 - 山崎和佳奈
眼鏡をかけた茶髪の女性。蛇が苦手。
キャス・ロナリー
声 - 荒木香恵
やや褐色めいた肌をした黒髪の女性。
ジャネット・スミス
声 - 関根章恵
ブロンドヘアーの女性。

## 主な搭乗機
- GF13-006NA ガンダムマックスター

## テーマソング
- チャンピオン・チボデー

作詞 - 浅田有理、作曲・編曲 - 岸村正実、歌 - 大塚芳忠

## その他
- CDドラマ「世界高達骨牌拳」ではドモン達と映画に見に行くが、レインの隣に座ろうとしたジョルジュを指摘し、ロンドンブーツで背丈をごまかしていると発言。また劇中にマスターアジアが現れた際、サイ・サイシーに次いで彼にブーイングを浴びせた。
- 総監督の今川泰宏は自分にはないカッコよさへのコンプレックスを投影したキャラと述べている[2]。